# Heaven and Hell (Album)
Heaven and Hell ist das neunte Album der britischen Heavy-Metal-Band Black Sabbath. Das Album wurde am 25. April 1980 via Vertigo Records veröffentlicht.

## Entstehung
Heaven and Hell ist das erste Album nach der Trennung von Ozzy Osbourne. Sein Nachfolger wurde der ehemalige Rainbow-Sänger Ronnie James Dio. Tony Iommi beschreibt den Vorgang in einem mit dem Online-Magazin Consequence Of Sound geführten Interview folgendermaßen: „Als wir in Los Angeles waren, mieteten wir zunächst mit Ozzy ein Haus. Als dann alles schief ging, zog Ozzy aus und wir hatten die Ausrüstung in einem der Aufenthaltsräume des Hauses aufgebaut. Wir hatten kleine Bandmaschinen, kleine Verstärker und ein kleines Schlagzeug - damit es nicht zu laut war, wegen der Nachbarn.“
In einem Interview mit Eddie Trunk auf dem Social-Media-Kanal Youtube bestätigt Tony Iommi die Vermutung des Radiomoderators, dass Ozzy Osbourne an einer früheren Version von „Children Of The Sea“ mitgearbeitet hat und von dieser Version auch eine Aufnahme existiert.
Weiter äußerte Iommi, dass die übrig gebliebene Band nach Ozzys Abgang etwas unternehmen musste. Diese Feststellung und der Enthusiasmus und Arbeitseinsatz von Ronnie James Dio seien für das Songwriting und die Entstehung des Albums förderlich gewesen.
Im Interview mit Consequence Of Sound heißt es außerdem: „Ich glaube, wir jammten nur herum ... zu dem Zeitpunkt, als wir “Heaven and Hell„ erfanden, war Geezer nicht bei uns. Geezer musste für eine Weile weg, da er einige persönliche Probleme hatte. Wir wollten keinen Bassisten in die Band holen, also spielte Ronnie eine Zeit lang Bass, und dann brachte ich einen Freund aus Birmingham (offenbar ist Geoff Nicholls gemeint) mit, der einfach einspringen und alles spielen konnte - Gitarre, Bass, was auch immer. So sind wir also auf dieses Riff gekommen. Es ist nur der Anfang [singt den sich wiederholenden Basspart, wenn der Gesang anfängt], dann habe ich ein Riff dazu geschrieben, und von da an nahm es Form an - wir bauten es auf, wie wir alles andere aufbauten. Wir haben uns dieses Riff ausgedacht, und dann geht es in die anderen Riffs über. Aber wir haben eine Menge Lücken gelassen, damit Ronnie singen konnte. Es hängt alles davon ab, was man neben das setzt, was sie singen werden. Und das, was Ronnie gesungen hat, war großartig, so dass ich wusste, wo ich mit dem nächsten Teil ansetzen musste.“
Dio brachte nicht nur seinen ureigenen Gesangsstil in die Band, sondern beteiligte sich auch aktiv am Songwriting. Durch die neuen Ansätze änderte die Band ihren Stil in eine melodischere Richtung. Dio und Iommi hatten bereits Lieder für Black Sabbath geschrieben, bevor die Trennung von Osbourne formal vollzogen wurde.
Ursprünglich sollte Geoff Nicholls Geezer Butler am Bass ersetzen. Butler hatte zu dem Zeitpunkt persönliche Probleme und war die meiste Zeit während der Aufnahmen nicht anwesend, begann aber mit Iommi, Ward und Dio die ersten Probeaufnahmen. Nachdem Butler zur Band zurückgekehrt war, waren bis auf Neon Knights alle Lieder geschrieben. Nicholls übernahm daraufhin die Keyboards und blieb in den folgenden 20 Jahren Gastmusiker der Band, ohne je festes Mitglied zu werden.
Nicholls Stiefsohn Gary Rees veröffentlichte im März 2021 einen bis dato unveröffentlichten Song mit dem Titel „Slapback“. Das Lied gehörte zu den ursprünglichen Aufnahmebändern, die Nicholls besaß. Es wurde zunächst davon ausgegangen, dass Nicholls hier Bass spielte. Doch Geezer Butler widersprach dieser Annahme in einem mit Eddie Trunk auf Sirius XM geführten Interview mit den Worten: „Ja, das war einer der Songs, die wir gemacht haben, bevor ich gegangen bin. Er ist wahrscheinlich der Grund, warum ich gegangen bin. [Lacht] Es war einfach einer dieser Songs, die es nicht geschafft haben.“ Auf die Frage, ob er tatsächlich den Bass in dem Stück gespielt habe und nicht Nicholls, antwortete er: „Ja, das war kurz bevor ich wegging. Es war nur eine einmalige Sache. Wir haben es einfach gejammt und uns nichts weiter dabei gedacht. Es hat nicht wirklich funktioniert.“
In einem Interview in der Full Metal Jackies Radio Show im März 2021 äußerte sich Tony Iommi verärgert über die Veröffentlichung von „Slapback“. Er sagte: „Das ist im Moment ein kleines Problem für uns. Denn das ist ohne unser Wissen veröffentlicht worden, und das ist nicht besonders gut. Es kursierten Sachen, die Geoff Nicholls hatte, und er war nicht dabei. Ich meine, das war, bevor Geoff Nicholls mit uns [gespielt] hat. Aber das fiel plötzlich seinem Stiefsohn in die Hände, und er hat dieses Zeug einfach veröffentlicht, was wirklich ein bisschen falsch war.“
In einem ebenfalls im März 2021 geführten Interview mit Eddie Trunk stellte Iommi nochmals klar: “Ich bin überhaupt nicht glücklich darüber, dass [Nicholls’ Nachlass den Song] veröffentlicht hat - ganz und gar nicht. Und es hat einen wirklich schlechten Geschmack in meinem Mund hinterlassen. Zu dem Zeitpunkt, als wir den Song aufnahmen, war Geoff noch nicht einmal in die Band involviert; ich hatte Geoff zu diesem Zeitpunkt noch nicht einmal zu mir geholt. Das ist eigentlich Ronnie, der darauf Bass spielt... Und das wurde einfach im Wohnzimmer auf einer Kassette aufgenommen.”
Aufgenommen wurde das Album im Jahre 1979 in den Criteria Recording Studios in Miami und dem Studio Ferber in Paris. Produziert wurde es von Martin Birch, der unter anderem bei Deep Purple und in den achtziger Jahren auch an mehreren Alben der Band Iron Maiden mitarbeitete. Schlagzeuger Bill Ward erklärte, dass er sich nicht mehr an die Aufnahmen des Albums erinnern könne. Sein damaliger Alkoholmissbrauch führte auch dazu, dass er während der folgenden Tournee die Band verließ und durch Vinnie Appice ersetzt wurde.
2009 befanden sich Dio, Iommi, Butler und Appice unter dem Namen Heaven and Hell auf Tournee und veröffentlichten ein Studioalbum mit dem Titel "The Devil You Know".
Das Coverartwork stammt vom Gemälde „Smoking Angels“ des Künstlers Lynn Curlee.

## Reaktion
Heaven and Hell ist bis heute eines der meistverkauften Black-Sabbath-Alben. Das Album erreichte Platz 9 in den britischen und Platz 28 in den US-amerikanischen Albumcharts. Für die Band waren dies die höchsten Charteinstiege seit dem Album Sabotage (1975). Heaven and Hell gilt als Genreklassiker des Metals sowie als Meilenstein in der Entwicklung des Doom Metal. Insbesondere wird dem Album eine Pionierleistung im Hinblick auf den Epic Doom bescheinigt.

## Titelliste
1. Neon Knights – 3:49
2. Children of the Sea – 5:30
3. Lady Evil – 4:22
4. Heaven and Hell – 6:56
5. Wishing Well – 4:02
6. Die Young – 4:41
7. Walk Away – 4:21
8. Lonely Is the Word – 5:49